# Софи Оксанен
Софи-Елина Оксанен (на фински: Sofi Oksanen) е финландска писателка (авторка на бестселъри в жанра исторически роман), драматург, активна феминистка, участничка в ЛГБТ-движението.

## Биография и творчество
Родена е на 7 януари 1977 г. в Ювяскюля, Финландия. Баща ѝ е финландски електротехник, а майка ѝ е инженерка, имигрантка от Естония.
Учи литература в университета на Ювяскюля и в университета на Хелзинки, а после учи драма в Театралната академия на Финландия. Като изявена феминистка активно се включва в обществения живот с материали в пресата и в телевизионни предавания. Пише по теми като мултинационална идентичност, цензурата в Интернет, и правата на човека, като колумнист в списание „Sihteeri & Assistentti“, и във вестниците „Sunnuntaisuomalainen“, „Metro“ и „Aamulehti“. Защитава правата на естонските жени и ЛГБТ-движенията в Прибалтийските страни, за което през 2009 г. получава награда от Хелзинкския комитет.
През 2003 г. е публикуван дебютния ѝ роман „Stalinin lehmät“ (Кравите на Сталин) от поредицата „Квартетът“. Той третира темата за естонските жени избягали от комунистическия режим във Финландия и тяхното неадекватно третиране в социалната среда. Книгата предизвиква широка дискусия и е номинирана за различни награди.
Вторият ѝ роман „Baby Jane“ от 2005 г. е за позицията на различните сред обществото и за насилието в лесбийските двойки.
През 2007 г. на сцената на Финладския национален театър е поставена пиесата ѝ „Puhdistus“. През 2008 г. тя е преработена и публикувана в романа „Чистка“ от поредицата „Квартетът“. Той става бестселър №1 във Финландия, Франция, Швеция, Естония ..., и е преведен на 43 езика. Удостоен е с редица национални и местни награди – наградата на Шведската академия, присъждана специално за литература от Скандинавския север (наричана „малкият Нобел“), наградата „Рунеберг“, наградата „Финландия“, и наградата на Северния съвет, става и първото преводно произведение удостоено с Наградата на Франция (Le prix du roman Fnac), Европейската награда за литература през 2010 г., както и на „Prix Femina“. През 2012 г. романът е екранизиран в едноименния финландски филм с участието на Лора Бирн, Лука Тандефелт и Аманда Пилке.
Софи Оксанен е обявена за личност на 2009 година в Естония. Естонският президент ѝ връчва през 2010 г. „Орден на кръста на Тера Мариана“, а финландският – през 2012 г. „Орден на лъва на Финландия“. През 2014 г. получава Голямата награда на Будапеща на Международния фестивал на книгата.
През 2012 г. е публикуван третият ѝ роман от поредицата „Квартетът“ – „Kun kyyhkyset katosivat“ (Когато изчезнаха гълъбите), в който се представя КГБ през очите на един агент.
След спорове с издателите си от „WSOY“, в началото 2011 г. създава собствена издателска компания „Silberfeldt Oy:n“, с която освен собствените произведения издава и произведенията на Александър Солженицин.
През август 2011 г. се омъжва за Юха Корхонен, IT-специалист.
Софи Оксанен живее със семейството си в Стокхолм.

## Произведения

### Самостоятелни романи
- Baby Jane (2005)
- Norma (2015)

### Серия „Квартетът“ (Kvartetti)
1. Stalinin lehmät (2003)
Кравите на Сталин, изд.: ИК „Персей“, София (2017), прев. Росица Цветанова
2. Puhdistus: Romaani (2008) - награда за европейска книга
Чистка, изд. „Персей“ (2014), прев. Росица Цветанова
3. Kun kyyhkyset katosivat (2012)
Когато изчезнаха гълъбите, изд. „Персей“ (2014), прев. Росица Цветанова

### Документалистика
- Liian lyhyt hame – Kertomuksia keittiöstä – текстове на песни, с композиторката Майа Конисман
- Gulag – vankileirien saariston kartta (2012) – картография на ГУЛАГ

### Пиеси
- Puhdistus (премиера 7 февруари 2007 г.)
- Kun kyyhkyset katosivat (премиера 27 ноември 2013 г.)
- Rakastan sinua jo nyt (2017)

### Екранизации
- 2012 Puhdistus – по романа, продуцент